# タクティカルシューター
タクティカルシューター（英: Tactical shooter）とは、シューティングゲームのサブジャンルである。ファーストパーソン・シューティングゲーム（FPS）とサードパーソン・シューティングゲーム（TPS）の両方をカバーする。現実の銃撃戦をゲーム内で再現しているため、他のアクションゲームと比べると素早い反射動作よりも戦術や注意力が重要となる。タクティカルシューターの中でも、特に軍隊での戦闘を伴うものはMilSimsと呼ばれることがある。

## ゲームデザイン
IGNによると、タクティカルシューターでは「注意（caution）、警戒（care）、協力（cooperation）、連携（coordination）、計画（planning）、ペース配分（pacing）」が重要とされている。このジャンルのゲームでは、迷いのない攻め、カバーのための素早い立ち回り、戦略的な後退、そして最終的な目標物の奪取が、ゲーム内で勝つために大切であるだけでなく、プレイを楽しむために必要な行動として設計されている。GameSpewのDavid Treharne氏は、タクティカルシューターが成立するための要素として
1. 「プレイヤーの移動が現実と同じように制限されていること」
2. 「弾道や精度がリアルにシミュレートされていること」
3. 「分隊単位でのプレイまたは複数のアプローチやスタイルをゲーム中に利用できること」
4. 「低耐性または低ヘルス（HP）のリアルなダメージモデルを使用していること」

を挙げている。さらに、このジャンルのゲームの特徴として、「一般的なシューティングゲームよりもプレイヤーの移動が遅く、精度が格段に低く、弾薬の距離減衰があり、プレイヤーには指揮をする分隊があり、プレイヤーが死ぬまでに2～3発しか銃を撃てないことが多い。」と彼は述べている。
タクティカルシューターはリアルさを追求したゲームである。一発の銃弾で死ぬことも珍しくないため、他のシューティングゲームよりも慎重にならざるを得ない。 武器のリアルな造形が重視され、他のアクションゲームに比べて武器の性能強化が制限されていることが多い。そのため、他のシューティングゲームに見られるようなプレイヤー個人のヒロイズムが抑制され、戦術（タクティクス）がより重要になる。
全体的に、タクティカルシューターのプレースタイルは他のアクションゲームに比べてゆっくりとしている。これはゲームプレイにおける罰則が著しく多いためである。リアルさを追求するためにジャンプ操作に重点がおかれないこともあり、中にはジャンプボタンがないゲームもある。走りながら撃つゲームとは対照的に、タクティカルシューターでは（味方の援護射撃を利用する、開けた場所を避けるなど）慎重さや忍耐力が要求される。また、タクティカルシューターでは通常、走っている間は射撃精度が下がり、しゃがみや伏せの姿勢では射撃精度が上がるように設計されている。プレイヤーは、精度は低いが広い範囲を見渡せる腰からの射撃（hippie）か、精度が高いが視界が狭くなるスコープ/アイアンサイトの使用（ADS、Aim Down Sight）を選択することになる。『Unreal Tournament（UT）』内のInfiltration MODのようなタクティカルシューターゲームでは、より現実に近いゲームプレイを実現するために、他のFPSに見られるクロスヘア（レティクル）が存在しない。
多くのタクティカルシューターゲームでは、プレイヤー・キャラクターを他のチームメイトがサポートするような集団戦闘を採用している。初期のタクティカルシューターでは、コンピュータ制御された単純なチームメイト（ボット）が支援を行っていたが、後のゲームではゲームAI（人工知能）が進化し、クロス配置を使った援護射撃などより複雑な行動をとるようになった。ゲームAIが十分に発達したゲームでは、プレイヤー・キャラクターが他のコンピュータ制御のキャラクターに命令を出すことができる。このジャンルのゲームの中には、作戦の前にプレイヤーがチームの動きを立案・計画して、それにゲームAIが従うものもある。また、多くのゲームでは多人数でのオンラインプレイが可能であり、人間のプレイヤー同士がヘッドセットを介して戦略を練り、連携することができる。 他のシューティングゲームよりもチームベースの戦術が重視されるため、正確なエイミングと素早い反射動作だけでは必ずしも勝利に結びつかない。
プレイヤーの身分（レベル、ロール、クラス）は、通常、ゲームの設定を反映している。例えば、プレイヤーはSWATの警察官としてテロリストやその他の犯罪者と戦ったり、現実世界の紛争で戦場の兵士や特殊部隊のコマンドーとして軍事戦闘に従事したりすることになる。また、ゲームによっては、完全に架空の世界が舞台となり、SFの要素を取り入れたものもある。各プレイヤーにはそれぞれ異なる目的があり、単純に敵を倒すことを求められることもあれば、VIPを特定の場所まで安全に護衛する、目標物に爆弾を仕掛けるなどの作戦目標がある場合もある。マップにはチェックポイントや代替ルートが設けられていることが多い。攻撃側は走り撃ち（"Run & Gun"）によって拠点に攻め込むと防衛側から激しい抵抗を受けるため、優位なポジションを確保したり、敵の意表を突いたり、あるいは完全に接敵を回避することが重要になる。

### 武器
タクティカルシューターでは、実際の銃器をモデルにした武器が登場することが多く、他のシューティングゲームよりもリアリティが追及されている。例えば、第二次世界大戦を舞台とするブラザー イン アームズシリーズでは、開発元であるGearbox Softwareが、リコイル、モーションブラー、抑圧感などをリアルに表現することで、実際の武器を正確に描写している。彼らは実際に武器の動作確認を行い、軍事コンサルタントを雇ってゲームを開発した。
とはいえ、実際の戦闘をリアルにシミュレートすることは、ゲームバランスや競技性のためにしばしば犠牲になっている。マルチプレイでのバランスを確保するために、ゲーム内の武器や弾道を現実のものからかなり修正することが多い。例えば、『カウンターストライク』などのゲームでは、プレイヤーの胴体や脚に複数の弾丸が当たっても生き残ることができるが、背中への近接攻撃（パンチやナイフ）や「ヘッドショット」は自動的にキルとなる。
『Quake』のようなラン＆ガンシューティングでは、プレイヤーは武器を持ち歩くことができるが、タクティカルシューターでは、プレイヤーが装備できる武器にかなり制限があるため、状況やチーム内での役割に応じて武器を慎重に選択する必要がある。『Half-Life: Counter-Strike』のプライマリ武器（アサルトライフル、ショットガン、サブマシンガン、スナイパーライフル、ライトマシンガン）とセカンダリ武器（ピストル、ショットガン）を装備するシステムは『コール オブ デューティ4 モダン・ウォーフェア』などのシューティングゲームでも採用されている。
タクティカルシューターでは、スナイパーライフルやマシンガンなどの重い武器を持っていると、サブマシンガンやピストルなどの軽い武器に比べて移動ペナルティが発生することが多い。ゲームプレイヤーは、このシステムの抜け道を見つけることがよくあり、『カウンターストライク』では、より速く走るために移動中は武器をナイフに持ち替えるといったテクニックが知られている。
拳銃やサブマシンガンのアキンボ（二刀流）は、現実では射撃精度が下がるため役に立たないにもかかわらず、映画のオマージュとして、タクティカル・シューティングゲームによく登場する。デザートイーグルは、その重さや反動、限られた弾倉数などから、実際の軍隊や特殊部隊での使用には適していないものの、高火力のハンドガンとして多くのタクティカルシューターゲームに登場している。『モダンウォーウェア』などのソビエト連邦軍（ロシア軍）を描いたフィクション作品では、標準的なアサルトライフルとして7.62x39mmのAKバリエーション（AK-47またはAKM）で武装している兵士の姿が描かれているが、これはAK-47という象徴的な武器によって生じた時代錯誤である。実際、ソ連軍は1970年代に標準アサルトライフルを5.45x39mmのAK-74に置き換えている。例としては、『カウンターストライク』やコール・オブ・デューティのモダン・ウォーウェアシリーズが挙げられる。

### 爆発物
グレネード・スパミング（グレネードを大量に投げ続ける行為）を避けるために、爆発の威力を弱めたり、グレネードを1～2個しか持てないようにしたりすることが多い。手榴弾を投げる前にレバーを離して導火線を部分的に燃やし、相手にキャッチされたり逃げられたりしにくくする「クッキング」は、導火線が不正確なため、現実では推奨されていないが、ビデオゲームや映画では極めて一般的な「ハリウッド戦術」として受け入れられている。
1990年代半ばから2000年代半ばにかけて、『Quake』『Project I.G.I.』『Unreal Tournament』などのFPSゲームでは、ダムファイア/無誘導ミサイルを発射する「ロケットランチャー」が、マルチプレイヤーモードの武器として、他の武器を圧倒していた。理由は、ロケットランチャーはリロードが早く、ロケットの移動速度が速く、ミサイルが相手プレイヤーの近くの壁や床、天井で爆発した場合、弾頭には重傷や死亡につながる壊滅的なスプラッシュダメージがあり、爆風によってターゲットを推進し、混乱させることができたためである。
一方、『Call of Duty』などのシューティングゲームでは、「ロケットランチャー」という言葉は使われていない。似たようなコンセプトの武器があるが、これらはRPG-7、Bazooka、FIM-92 Stingerなどの実在する武器をモデルにしており、対人ではなく対車両向けの特殊用途がある。また、これらのロケット弾は弾数が非常に少なく、リロード時間も長いため、活用する場面が限られており、プレイヤーの際限のない使用を抑制している。

## 歴史

### 黎明期
現在、タクティカルシューターのジャンルでよく見られる特徴は、1987年にマイクロプローズ社（Microprose）が制作した『Airborne Ranger』で早くも登場している。『Computer Gaming World』誌は、初期のアーケードゲーム『Commando』（当時の典型的なアクションシューティングゲーム）と比較しながら、このゲームは「より深く、より多彩である」とコメントしている。このゲームは、慎重に管理しなければならない限られたインベントリ、暴力性よりも狡猾さが求められる多様なミッションタイプ、事前に計画を立てて敵を出し抜く必要性など、タクティカルシューターというジャンル全体に共通する特徴を備えていた。『Airborne Ranger』に続いて、1991年にマイクロプローズ社は『Special Forces』を発売し、このジャンルで初めて分隊の仕組みを導入した。
次に技術的なブレークスルーをもたらしたのは、1993年にエレクトロニック・アーツ（Electronic Arts）から発売された『SEAL Team』だった。このゲームには、支援部隊や車両ユニットの活用、プレイヤーの行動に反応するリアルタイムのシミュレーション環境（3Dベクターグラフィックス）の実装など、このジャンルの基本的な機能がすでに備わっていた。その後の5年間、タクティカルシューターのデザインに関する実験はほとんど行われなかったが、1996年に発売された『Terra Nova: Strike Force Centauri』は、3Dレンダリングによる初の分隊型ゲームのひとつであった。

### 商業的成功
1998年、Red Stormが開発した『Rainbow Six』『Ghost Recon』は初めて大きな商業的成功を収め、このジャンルを定義し、洗練させたと言われている。また、実在する武器を使い、ターゲットを素早く殺すことに重点を置いた『Delta Force』も重要なタイトルだった。このジャンルに影響を与えたゲームは他に、『SOCOM』シリーズや、アドベンチャーゲーム『Police Quest』シリーズからスピンオフした『SWAT』シリーズなどがある。
『Rainbow Six』（1998年）は、このジャンルの枠組みを定義した革命的なゲームであると評価されている。このゲームは、米連邦捜査局（FBI）の「人質救出チーム（英：Hostage Rescue Team）」に着想を得て、作戦を遂行する熟練した特殊部隊チームを再現するようにデザインされた。このゲームは、反射神経を持たないプレイヤーでも楽しめるように、戦略性を重視して設計されている。 以降、『Rainbow Six』シリーズは、描写の細かさと緻密さの点で、このジャンルのベンチマークとなった。

### トータルコンバージョンMOD
タクティカルシューターの中でも特に有名なゲームは、FPSゲーム用のトータルコンバージョンMODとして無料で公開されてきたという歴史がある。『Unreal Tournament (1999)』のトータルコンバージョンMODである『Infiltration』は、「『Unreal Tournament』の騒々しいカートゥーンアクションを、ハラハラするような猫とネズミのゲームに変えた」と評されている。『Infiltration』では、クロスヘアがないものの、腰撃ち（hippie）とスコープ/アイアンサイトを含む詳細な照準システム、異なる移動姿勢（走る、歩く、しゃがむ、そして角に寄りかかって伏せる）、重量ペナルティつきで装備（アタッチメントを含む）を構成するカスタマイズ可能なロードアウトシステム、が特に周知されている。
『Half-Life (1998年)』のMODである『Half-Life: Counter-Strike (2000年)』は、（『Unreal Tournament 2003』のようなより高度なグラフィックエンジンを搭載したFPSゲームが発売されたにもかかわらず）その当時最も人気のあるマルチプレイヤーゲームだった。『Half-Life』拡張版の開発者たちが前身となって立ち上げたGearbox Software社は、2005年に『Brothers in Arms: Road to Hill 30』をリリースし、このジャンルをさらに厳密に定義した。FPSゲームにリアリズムを加えただけでなく、戦闘中にプレイヤーが兵士やチームを指揮することができるユニークな戦術的プレイを提供した点において、このゲームは批評家たちに賞賛された。

### 衰退
2000年代後半以降、『Call of Duty: Modern Warfare』のような現代的なシューティングゲームの方が、『Quake』や『Unreal』のような未来志向のFPSゲームよりも人気があることが実証されている一方で、厳密な意味でのタクティカルシューターの分野は、2000年代半ばから後半にかけて、ゲーム開発者たちからほとんど無視されてきた。『Rainbow Six』や『Ghost Recon』のような伝統的なタクティカルシューターシリーズでさえ、その続編は戦術的なリアリズムから映画的なアクションを中心としたテーマへと移行していることがわかる。例えば、『Rainbow Six 3 RAVENSHIELD (2003年)』以降の作品では、シリーズの象徴である作戦行動前の計画段階を完全に廃止したり、『Ghost Recon: Future Soldier (2012)』では、あまりにも未来的な設定により、透明マントや肩に装着する対戦車ロケットをプレイヤーに提供する一方で、ワンショット・ワンキルのような単純な戦術的リアリズムのパラダイムを守ることができなかった。
『VBS2』（およびその続編の『VBS3』）は、米海兵隊、米陸軍、および多くのNATO加盟国の軍事機関で歩兵訓練用に採用されている軍事教練用シミュレータである。その新しいユーザー・インターフェイスである「Pointman」は、ヘッド・トラッキング、モーション・センシティブ・ゲームパッド、スライディング・フットペダルを組み合わせて、自分のアバターに対するコントロールの精度とレベルを向上させており、ユーザーはよりリアルに武器の照準を合わせ、銃口の抑制を訓練し、隠蔽物の周囲を移動する際には慎重にステップを踏み、姿勢の高さを継続的にコントロールして、援護射撃や隠蔽をうまく利用することができる。

### 復活
2010年初頭から後半にかけて、BIS社の『ARMA 3 (2013年)』、OWIの『Squad (2015年)』、Tripwireの『Rising Storm 2: Vietnam (2017年)』、NWIの『Insurgency (2014年)』のような後続ゲームのリリースにより、このジャンルの人気は復活した。以降もマガジンドロップやワンショット・ワンキルのパラダイムなど、戦術的な要素を取り入れたゲームが続々と発売され、このジャンルはかなり大きな支持を得ている。
『Rainbow Six: Siege (2015年)』や『Battlefield V (2018年)』のようなカジュアルゲームでは、プレイヤーの「HP回復」や「3Dスポッティング」が削除されるなど、"原点回帰"の思想が示されている。
2012年にValve Softwareがリリースした『Counter-Strike: Global Offensive』や、2020年にRiot Gamesがリリースした『VALORANT』は世界的なEスポーツタイトルとして認知され興行的成功を収めている。

## 主なタクティカルシューターのゲーム
| 1987 | Airborne Ranger                   |
| 1988 |                                   |
| 1989 |                                   |
| 1990 |                                   |
| 1991 | Special Forces                    |
| 1992 |                                   |
| 1993 | SEAL Team                         |
| 1994 |                                   |
| 1995 |                                   |
| 1996 | Terra Nova: Strike Force Centauri |
| 1997 |                                   |
| 1998 | Delta Force                       |
| 1998 | Tom Clancy's Rainbow Six          |
| 1999 | Unreal Tournament                 |
| 1999 | Half-Life: Counter-Strike         |
| 2000 | Counter-Strike 1.0                |
| 2000 | Counter-Strike 1.6                |
| 2001 | Tom Clancy's Ghost Recon          |
| 2002 | SOCOM U.S. Navy SEALs             |
| 2003 |                                   |
| 2004 | Counter-Strike: Condition Zero    |
| 2004 | Counter-Strike: Source            |
| 2004 | SPECIAL FORCE                     |
| 2005 | SWAT 4                            |
| 2006 |                                   |
| 2007 | WarRock                           |
| 2007 | Cross Fire                        |
| 2007 | Sudden Attack                     |
| 2007 | Team Fortress 2                   |
| 2008 | Counter-Strike Online             |
| 2008 | Alliance of Valiant Arms          |
| 2009 |                                   |
| 2010 |                                   |
| 2011 |                                   |
| 2012 | SPECIAL FORCE2                    |
| 2012 | Counter-Strike: Global Offensive  |
| 2013 | PAYDAY 2                          |
| 2013 | ARMA 3                            |
| 2014 | Insurgency                        |
| 2015 | Tom Clancy's Rainbow Six: Siege   |
| 2016 | Squad                             |
| 2017 | Escape from Tarkov                |
| 2018 |                                   |
| 2019 |                                   |
| 2020 | VALORANT                          |

- 『Airborne Ranger』（Microprose、1987年）
- 『Special Forces』（Microprose、1991年）
- 『SEAL Team』（Electronic Arts、1993年）
- 『Terra Nova: Strike Force Centauri』（Looking Glass Studios、1996年）
- 『Delta Force』（Electronic Arts、1998年）
- 『Tom Clancy's Rainbow Six』シリーズ
  - 『Tom Clancy's Rainbow Six』（Red Storm、1998年）
  - 『Tom Clancy's Rainbow Six: Rogue Spear』（Red Storm・UBISOFT、1999年）
  - 『Tom Clancy's Rainbow Six 3 RAVENSHIELD』（UBISOFT、2003年）
  - 『Tom Clancy's Rainbow Six: Vegas』（UBISOFT、2007年）
  - 『Tom Clancy's Rainbow Six: Vegas 2』（UBISOFT、2008年）
  - 『Tom Clancy's Rainbow Six: Siege』（UBISOFT、2015年）[42]
  - 『Tom Clancy's Rainbow Six Extraction』（UBISOFT、2022年）
  - 『Tom Clancy's Rainbow Six Mobile』（UBISOFT、2025年）
- 『SWAT 3: Close Quarters Battle』（Sierra、1999年）
- 『Unreal Tournament』シリーズ
  - 『Unreal Tournament』（Epic Games、1999年）
  - 『Unreal Tournament 2003』（Epic Games、2003年）
  - 『Unreal Tournament 2004』（Epic Games、2004年）
  - 『Unreal Tournament 3』（Epic Games、2007年）
- 『Counter-Strike』シリーズ
  - 『Counter-Strike』（Valve Software、1999年）
    - 『Counter-Strike β1.0』（Valve Software、1999年）
    - 『Counter-Strike 1.0』（Valve Software、2000年）
    - 『Counter-Strike 1.6』（Valve Software、2000年）

  - 『Counter-Strike: Condition Zero』（Valve Software、2004年）
  - 『Counter-Strike: Source』（Valve Software、2004年）
  - 『Counter-Strike: Online』（Nexon、2008年）
  - 『Counter-Strike: Global Offensive』（Valve Software、2012年）
  - 『Counter-Strike: Online2』（Nexon、2013年）
- 『Ghost Recon』シリーズ
  - 『Tom Clancy's Ghost Recon』（Red Storm・UBISOFT、2001年）
  - 『Tom Clancy's Ghost Recon2』（Red Storm・UBISOFT、2005年）
  - 『Tom Clancy's Ghost Recon: Advanced Warfighter』（UBISOFT、2006年）
  - 『Tom Clancy's Ghost Recon: Advanced Warfighter2』（UBISOFT、2007年）
  - 『Tom Clancy's Ghost Recon Predator』（UBISOFT、2010年）
  - 『Tom Clancy's Ghost Recon: Future Soldier』（UBISOFT、2012年）
  - 『Tom Clancy's Ghost Recon Wildlands』（UBISOFT、2017年）
  - 『Tom Clancy's Ghost Recon Breakpoint』（UBISOFT、2019年）
- 『SOCOM』シリーズ
  - 『SOCOM U.S. Navy SEALs』（Zipper Interactive、2002年）
  - 『SOCOM II』（Zipper Interactive、2003年）
  - 『SOCOM 3』（Zipper Interactive、2005年）
  - 『SOCOM: Fireteam Bravo』（Zipper Interactive、2005年）
  - 『SOCOM: Combined Assault』（Zipper Interactive、2006年）
  - 『SOCOM: Fireteam Bravo 2』（Zipper Interactive、2006年）
  - 『SOCOM: Tactical Strike』（Zipper Interactive、2007年）
  - 『SOCOM: Confrontation』（Zipper Interactive、2008年）
  - 『SOCOM: Fireteam Bravo 3』（Zipper Interactive、2010年）
  - 『SOCOM 4』（Zipper Interactive、2011年）
- 『SPECIAL FORCE』シリーズ
  - 『SPECIAL FORCE』（Dragon fly、2004年）
  - 『SPECIAL FORCE2』（Dragon fly、2012年）
- 『SWAT 4』（Vivendi Universal Games、2005年）
- 『Brothers in Arms: Road to Hill 30』（Gearbox Software、2005年）
- 『Star Wars: Republic Commando』（LucasArts、2005年）
- 『WarRock』（Dream Execution、2007年）
- 『Team Fortress 2』（Valve Software、2007年）
- 『Sudden Attack』（GameHi、2007年）
- 『Cross Fire』（SmileGate、2007年）
- 『Alliance of Valiant Arms』（Redduck、2008年）
- 『スナイパーエリート』シリーズ
  - スナイパーエリートV2（Rebellion Developments、2012年）
  - スナイパーエリート3（Rebellion Developments、2014年）
  - スナイパーエリート4（Rebellion Developments、2017年）
- 『PAYDAY 2』（Overkill Software、2013年）
- 『ARMA 3』（Bohemia Interactive Studio、2013年）
- 『Insurgency』（New World Interactive、2014年）
- 『Squad』（Offworld Industries、2015年）
- 『Escape from Tarkov』（Battlestate Games、2017年）
- 『VALORANT』（Riot Games、2020年）

## その他
ミル☆吉村は、タクティカルシューターの定義を「自分以外のチームメンバーがおり、仲間に指示を出して戦術的に動くシューティングゲーム」としている。